# Steve Dash
Steve Dash, właściwie Steve Daskawisz (ur. 14 marca 1944, zm. 18 grudnia 2018) – amerykański aktor, kaskader i producent. Był jednym z dwóch odtwórców Jasona Voorheesa w filmie Piątek, trzynastego II. Dash grał Jasona jedynie w scenach, w których morderca nosi worek na głowie. W scenie, w której widać zniekształconą twarz Jasona, psychopatę zagrał Warrington Gillette.
W 2009 roku wystąpił gościnnie w filmie dokumentalnym His Name Was Jason: 30 Years of Friday the 13th.
Zmarł w 2018 roku w wieku 74 lat w wyniku komplikacji związanych z cukrzycą.